# Saro Emirze
Saro Emirze (* 9. September 1977 in Frankfurt am Main) ist ein deutscher Schauspieler.

## Leben
Saro Emirze ist Deutscher armenischer Herkunft. Er ist in Rodgau aufgewachsen, nach seinem Abitur und dem Zivildienst begann er zunächst ein Studium der Germanistik und Anglistik an der Johann Wolfgang Goethe-Universität Frankfurt am Main. Nachdem er sich entschieden hatte, Schauspieler zu werden, studierte er von 1999 bis 2003 an der Hochschule für Musik und Theater „Felix Mendelssohn Bartholdy“ in Leipzig in der Fachrichtung Schauspiel. Während seiner Ausbildung war er von 2001 bis 2003 Mitglied am Schauspielstudio Dresden und gastierte am Staatsschauspiel Dresden.
Nach seinem Abschluss war er 2003 bis 2008 Ensemblemitglied am Theater Junge Generation in Dresden. Dort spielte er zahlreiche Hauptrollen wie den Laertes in Hamlet, den König Drosselbart, den Herzog von Buckingham in Die drei Musketiere und den Präparator in Glaube Liebe Hoffnung. In der Spielzeit 2008/09 war er fest am Gerhart-Hauptmann-Theater Görlitz-Zittau engagiert, wo er u. a. den Handwerker Zettel in Ein Sommernachtstraum und den Ragueneau in Cyrano de Bergerac spielte.
Von 2009 bis 2012 war Emirze anschließend festes Ensemblemitglied am Theater Plauen-Zwickau. Dort gehörten Major Crampas (Effi Briest), Passepartout (In 80 Tagen um die Welt), Beaumarchais (Clavigo), Robespierre (Dantons Tod), Mitch (Endstation Sehnsucht) und Mackie Messer in Brecht/Weills Die Dreigroschenoper zu seinen Hauptrollen.
Seit Sommer 2012 arbeitet Emirze als freischaffender Schauspieler. Er hatte seither u. a. Engagements am Societätstheater Dresden (2013/14), in den Berliner Sophiensälen (2014) und am Theater Konstanz (Spielzeit 2015/16).
Seit 2014 arbeitet er regelmäßig beim freien Berliner Theaterensemble „Shakespeare und Partner“ und tritt bei dem schauspielergeführten Tournee-Theater „Neues Globe Theater Berlin“ auf, in deren Produktionen er wichtige Shakespeare-Rollen verkörperte, u. a. Rosalind in Wie es euch gefällt (2014), den Hamlet (2015) und Graf von Gloster in König Lear (2016). Außerdem spielte er dort Roller und Kosinsky in Die Räuber und übernahm die Doppelrolle Molière und Scapin in Molières Komödie Scapins Streiche (2018, Regie: Kai Frederic Schrickel).
Seit 2017 gastiert er auch am Maxim-Gorki-Theater in Berlin in Inszenierungen von Sebastian Nübling, Marta Górnicka und Hakan Savaş Mican.
Seit 2012 arbeitet Emirze verstärkt auch für Film und Fernsehen. Er wirkte in verschiedenen TV-Produktionen mit und arbeitete vor der Kamera u. a. mit Ulrike von Ribbeck, Thomas Kronthaler, Umut Dağ, Julia von Heinz und Thomas Nennstiel zusammen.
Häufig war Emirze in Krimiformaten wie SOKO Wismar, SOKO Leipzig oder Wilsberg zu sehen. Eine durchgehende Rolle hat Emirze im SWR-Tatort als Ermittler und Freund der Ermittlerin Franziska Tobler (Eva Löbau). Im 4. Teil der Verfilmungen der „Familie-Bundschuh“-Bücher von Andrea Sawatzki, Familie Bundschuh – Wir machen Abitur (Erstausstrahlung: Dezember 2019), verkörperte Emirze, an der Seite von Hauptdarstellerin Andrea Sawatzki und Bettina Zimmermann, den vielbeschäftigten Lehrer Bernd Kublek, der den Integrationskurs an der Schule betreut. In der 6. Staffel der TV-Serie In aller Freundschaft – Die jungen Ärzte (2020) übernahm Emirze eine der Episodenhauptrollen als Paartherapeut mit Trommelfellruptur. In der 7. Staffel der ZDF-Serie Bettys Diagnose (2020) hatte Emirze eine weitere Episodenhauptrolle als Ehemann eines Vertrauenslehrers mit Burn-out-Symptomen. In der 16. Staffel der ZDF-Serie Notruf Hafenkante (2021) übernahm er eine der Episodenrollen als tatverdächtiger Hamburger Apothekeninhaber Ayman Amani.
2019 stand Saro Emirze unter der Regie von Barry Levinson für den Kinofilm The Survivor, der im Herbst 2021 seine Premiere hatte, in einer Nebenrolle als Bruder der Hauptfigur neben Ben Foster vor der Kamera. Für die Serie Masters of the Air stand Saro Emirze 2021 in der Rolle von Hanns Scharff vor der Kamera.
Saro Emirze lebt in Berlin.

## Filmografie (Auswahl)
- 2015: SOKO Wismar: Über den Wolken (Fernsehserie, eine Folge)
- 2016: Treffen sich zwei (Fernsehfilm)
- 2017: Transit (Kurzfilm)
- 2017: Neda (Kurzfilm)
- 2018: SOKO Leipzig: Janika (Fernsehserie, eine Folge)
- 2018: Wilsberg: Prognose Mord (Fernsehreihe)
- 2018: Amokspiel (Fernsehfilm)
- 2018: Tatort: Sonnenwende (Fernsehreihe)
- 2019: Tatort: Für immer und dich (Fernsehreihe)
- 2019: Familie Bundschuh – Wir machen Abitur (Fernsehreihe)
- 2020: Tatort: Ich hab im Traum geweinet (Fernsehreihe)
- 2020: Bad Banks: Kollateralschaden (Fernsehserie, eine Folge)
- 2020: In aller Freundschaft – Die jungen Ärzte: Trennung (Fernsehserie, eine Folge)
- 2020: Bettys Diagnose: Am Limit (Fernsehserie, eine Folge)
- 2021: The Survivor
- 2021: Notruf Hafenkante: Am Ende der Lüge (Fernsehserie, eine Folge)
- 2022: Der Alte: Ein Tag im Leben (Fernsehserie, eine Folge)
- 2022: Praxis mit Meerblick – Schwesterherz (Fernsehreihe)
- 2022: Letzte Spur Berlin: Straßenkinder (Fernsehserie, eine Folge)
- 2022: SOKO Leipzig: Schlüssel zur Wahrheit (Fernsehserie, eine Folge)
- 2023: Kleine Eheverbrechen (Fernsehfilm)
- 2023: Der Bozen-Krimi: Weichende Erben (Fernsehreihe)
- 2024: Notruf Hafenkante: Gegenwind (Fernsehserie, eine Folge)
- 2024: Die Notärztin: Testosteron (Fernsehserie, eine Folge)
- 2024: Masters of the Air (Miniserie, eine Folge)